# اردال توسون
اردال توسون (انگلیسی: Erdal Tosun; ۹ آوریل ۱۹۶۳ – ۳۰ نوامبر ۲۰۱۶) بازیگر اهل ترکیه بود.
از فیلم‌ها یا برنامه‌های تلویزیونی که وی در آن نقش داشته‌است می‌توان به بازگشت به خانه، پدرم و پسرم اشاره کرد.